# Dendrobium albayense
Dendrobium albayense är en orkidéart som beskrevs av Oakes Ames. Dendrobium albayense ingår i släktet Dendrobium, och familjen orkidéer. Inga underarter finns listade i Catalogue of Life.